# Бычков, Владимир Петрович (экономист)
Влади́мир Петро́вич Бычко́в (25 октября 1941, Большое Шереметьево, Воронежская область — 27 февраля 2021) — профессор, доктор экономических наук; заслуженный работник высшей школы РФ.

## Биография
Владимир Петрович Бычков родился 25 октября 1941 года в селе Большое Шереметьево (ныне — в Пичаевском районе Тамбовской области).
Окончив школу, поступил на физико-математический факультет Тамбовского педагогического института, откуда через два года перевёлся в Московский инженерно-экономический институт. С 1965 года, окончив институт с отличием, работал начальником колонны автотранспортного цеха в Воронеже.
С 1967 года преподавал в Воронежской государственной лесотехнической академии (1975—1980 годы — декан факультета иностранного обучения; 1980—2013 годы — заведующий кафедрой управления), с 2013 года — профессор кафедры менеджмента и экономики предпринимательства.
Умер 27 февраля 2021 года после продолжительной болезни.

## Научная деятельность
В 1973 году защитил кандидатскую («Ритмичность работы грузовых автотранспортных предприятий и пути её повышения»), в 1998 — докторскую диссертацию («Организационно-экономический механизм функционирования и развития технологического транспорта в комплексных лесных предприятиях»).
Автор более 400 научных работ, в том числе 2 учебников, 20 учебных пособий, 8 монографий.
2 ноября 2017 года указом Президента Российской Федерации был награждён медалью ордена «За заслуги перед Отечеством» II степени за большой вклад в развитие науки, образования, подготовку квалифицированных специалистов и многолетнюю добросовестную работу.

## Награды
- медаль «Ветеран труда»
- памятная медаль М. В. Ломоносова
- почётный знак правительства Воронежской области «Благодарность от земли Воронежской»
- медаль ордена «За заслуги перед Отечеством» II степени